# Cirsodes acuminata
Cirsodes acuminata är en fjärilsart som beskrevs av Achille Guenée 1858. Cirsodes acuminata ingår i släktet Cirsodes och familjen mätare. Inga underarter finns listade i Catalogue of Life.